# باري وايت
باري وايت (بالإنجليزية: Barry White)‏ واسمه الحقيقي باري يوجين كارتر هو مغن مؤلف وملحن أمريكي ولد في غالفيستون في تكساس سنة 1944 وتوفي في لوس أنجلوس في 4 يوليو 2003.
لقب ب«ملك الديسكو» في السبعينات و«مايسترو الحب». وقد انطلقت شهرته في السبعينات في خضم رواج موسيقى الديسكو وقد أصبح باري وايت رمزا للرومانسية عبر العالم لكن مهنته بدأت بالافول مع نهاية موجة الديسكو في الثمانينات.
ثم سجل عودة لافتة في السنوات التسعينيات بفضل ألبوماته العديدة ومنها ألبوم نال عليه جائزتي «غرامي» في العام 2000، وبفضل ظهوره في برامج تلفزيونية أميركية مشهورة مثل «ذا سمسونز» أو «آلي ماكبيل».

## روابط خارجية
- باري وايت على موقع IMDb (الإنجليزية)
- باري وايت على موقع ميوزك برينز (الإنجليزية)
- باري وايت على موقع رولينغ ستون (الإنجليزية)
- باري وايت على موقع قاعدة بيانات برودواي على الإنترنت (الإنجليزية)
- باري وايت على موقع إن إن دي بي (الإنجليزية)
- باري وايت على موقع أول ميوزيك (الإنجليزية)
- باري وايت على موقع ديسكوغز (الإنجليزية)
- باري وايت على موقع قاعدة بيانات الفيلم (الإنجليزية)